# Evan Huffman
Pour les articles homonymes, voir Huffman.
Evan Huffman, né le 7 janvier 1990 à El Dorado Hills, est un coureur cycliste américain, professionnel entre 2013 et 2019.

## Biographie
Après avoir pratiqué le triathlon dans sa jeunesse, Evan Huffman dispute ses premières courses cyclistes en 2007. Y prenant goût, il persévère. L'année suivante, il est champion des États-Unis sur route juniors. Passé en catégorie espoirs (moins de 23 ans), il rejoint en 2011 l'équipe California Giant Berry-Specialized. Il est troisième du championnat national espoirs en 2011, puis champion en 2012 devant Lawson Craddock et Nathan Brown. Cette année-là, il gagne également le contre-la-montre du Tour of the Gila et de la McLane Pacific Classic devant les professionnels disputant le calendrier américain. 
En 2013, il est recruté par l'équipe kazakhe Astana, qui évolue dans le World Tour. Ce recrutement s'effectue à l'initiative de Specialized, sponsor d'Astana et California Giant, et souhaite voir davantage d'Américains au sein des équipes professionnelles qu'elle sponsorise.
À la fin de l'année 2014 son contrat avec la formation Astana n'est pas renouvelé. Il retourne aux États-Unis et s'engage avec l'équipe continentale SmartStop. Entre 2016 et 2019, il court avec l'équipe Rally et remporte notamment deux étapes du Tour de Californie 2017. En août, il annonce qu'il arrête sa carrière à l'issue du Tour de l'Utah.

## Palmarès
- 2008
  -  Champion des États-Unis sur route juniors
- 2010
  - Dinuba Criterium
- 2011
  - 1re étape de la Madera County Stage Race
  - San Ardo Road Race
  - Esparto Time Trial
  - 2e de la Nevada City Classic
  - 3e du championnat des États-Unis sur route espoirs
- 2012
  -  Champion des États-Unis du contre-la-montre espoirs
  - 2e étape de la McLane Pacific Classic (contre-la-montre)
  - Land Park Criterium
  - Haystack Mountain Time Trial
  - 3e étape du Tour of the Gila (contre-la-montre)
- 2015
  - 3e étape de la Vuelta a la Independencia Nacional
- 2016
  - Snelling Road Race
  - Classement général de la Chico Stage Race
  - Nature Valley Grand Prix :
    - Classement général
    - 2e étape

  - University Road Race
  - 3e étape du Tour d'Alberta
  - 3e de la Winston-Salem Cycling Classic
  - 3e de la Cascade Classic
  - 3e du Tour d'Alberta
- 2017
  - Tour of the Gila :
    - Classement général
    - 3e étape

  - 4e et 7e étapes du Tour de Californie
  - 2e étape de la Cascade Cycling Classic (contre-la-montre)
  - Tour d'Alberta
    - Classement général
    - 1re étape

  - 3e de la Cascade Classic

## Classements mondiaux
| Année            | 2012 | 2013 | 2014 | 2015 | 2016 | 2017 | 2018 |
| ---------------- | ---- | ---- | ---- | ---- | ---- | ---- | ---- |
| UCI World Tour   |      | nc   | nc   |      |      |      |      |
| UCI America Tour | 269e |      |      | 163e | 19e  | 7e   | 461e |